# ISO/CEI 8859-6
La norme de codage des caractères ISO/CEI 8859-6 (arabe) couvre les caractères les plus courants de l'arabe. Elle ne prend pas en charge d'autres langues à alphabet arabe.

## Tableau
Le jeu de caractères complet est présenté dans le tableau ci-après.
| ISO/CEI 8859-6:1999 | ISO/CEI 8859-6:1999 | ISO/CEI 8859-6:1999 | ISO/CEI 8859-6:1999 | ISO/CEI 8859-6:1999 | ISO/CEI 8859-6:1999 | ISO/CEI 8859-6:1999 | ISO/CEI 8859-6:1999 | ISO/CEI 8859-6:1999 | ISO/CEI 8859-6:1999 | ISO/CEI 8859-6:1999 | ISO/CEI 8859-6:1999 | ISO/CEI 8859-6:1999 | ISO/CEI 8859-6:1999 | ISO/CEI 8859-6:1999 | ISO/CEI 8859-6:1999 | ISO/CEI 8859-6:1999 |
|                     | x0                  | x1                  | x2                  | x3                  | x4                  | x5                  | x6                  | x7                  | x8                  | x9                  | xA                  | xB                  | xC                  | xD                  | xE                  | xF                  |
| ------------------- | ------------------- | ------------------- | ------------------- | ------------------- | ------------------- | ------------------- | ------------------- | ------------------- | ------------------- | ------------------- | ------------------- | ------------------- | ------------------- | ------------------- | ------------------- | ------------------- |
| 0x                  | Inutilisé           | Inutilisé           | Inutilisé           | Inutilisé           | Inutilisé           | Inutilisé           | Inutilisé           | Inutilisé           | Inutilisé           | Inutilisé           | Inutilisé           | Inutilisé           | Inutilisé           | Inutilisé           | Inutilisé           | Inutilisé           |
| 1x                  | Inutilisé           | Inutilisé           | Inutilisé           | Inutilisé           | Inutilisé           | Inutilisé           | Inutilisé           | Inutilisé           | Inutilisé           | Inutilisé           | Inutilisé           | Inutilisé           | Inutilisé           | Inutilisé           | Inutilisé           | Inutilisé           |
| 2x                  | SP                  | !                   | "                   | #                   | $                   | %                   | &                   | '                   | (                   | )                   | *                   | +                   | ,                   | -                   | .                   | /                   |
| 3x                  | 0                   | 1                   | 2                   | 3                   | 4                   | 5                   | 6                   | 7                   | 8                   | 9                   | :                   | ;                   | <                   | =                   | >                   | ?                   |
| 4x                  | @                   | A                   | B                   | C                   | D                   | E                   | F                   | G                   | H                   | I                   | J                   | K                   | L                   | M                   | N                   | O                   |
| 5x                  | P                   | Q                   | R                   | S                   | T                   | U                   | V                   | W                   | X                   | Y                   | Z                   | [                   | \                   | ]                   | ^                   | _                   |
| 6x                  | `                   | a                   | b                   | c                   | d                   | e                   | f                   | g                   | h                   | i                   | j                   | k                   | l                   | m                   | n                   | o                   |
| 7x                  | p                   | q                   | r                   | s                   | t                   | u                   | v                   | w                   | x                   | y                   | z                   | {                   | \|                  | }                   | ~                   |                     |
| 8x                  | Inutilisé           | Inutilisé           | Inutilisé           | Inutilisé           | Inutilisé           | Inutilisé           | Inutilisé           | Inutilisé           | Inutilisé           | Inutilisé           | Inutilisé           | Inutilisé           | Inutilisé           | Inutilisé           | Inutilisé           | Inutilisé           |
| 9x                  | Inutilisé           | Inutilisé           | Inutilisé           | Inutilisé           | Inutilisé           | Inutilisé           | Inutilisé           | Inutilisé           | Inutilisé           | Inutilisé           | Inutilisé           | Inutilisé           | Inutilisé           | Inutilisé           | Inutilisé           | Inutilisé           |
| Ax                  | NBSP                |                     |                     |                     | ¤                   |                     |                     |                     |                     |                     |                     |                     | ،                   | SHY                 |                     |                     |
| Bx                  |                     |                     |                     |                     |                     |                     |                     |                     |                     |                     |                     | ؛                   |                     |                     |                     | ؟                   |
| Cx                  |                     | ء                   | آ                   | أ                   | ؤ                   | إ                   | ئ                   | ا                   | ب                   | ة                   | ت                   | ث                   | ج                   | ح                   | خ                   | د                   |
| Dx                  | ذ                   | ر                   | ز                   | س                   | ش                   | ص                   | ض                   | ط                   | ظ                   | ع                   | غ                   |                     |                     |                     |                     |                     |
| Ex                  | ـ                   | ف                   | ق                   | ك                   | ل                   | م                   | ن                   | ه                   | و                   | ى                   | ي                   | ◌ً                   | ◌ٌ                   | ◌ٍ                   | ◌َ                   | ◌ُ                   |
| Fx                  | ◌ِ                   | ◌ّ                   | ◌ْ                   |                     |                     |                     |                     |                     |                     |                     |                     |                     |                     |                     |                     |                     |